# Huntington Beach
Huntington Beach er en kystby i Orange County i det sydlige Californien. I 2010 havde byen et indbyggertal på 189.992, hvilket gør det til den største kystby i Orange County i form af befolkningen. I 2011 var indbyggertal vokset til 191.489.
Huntington Beach er kendt for sin lange 8,5-mile (13,7 km) strækning af sandstrand, mildt klima, fremragende surfing og strand kultur.